# Секретариат за международните отношения на агробизнеса
Секретариатът за международните отношения на агробизнеса (на португалски: Secretaria de Relações Internacionais do Agronegócio – SRI) е специализиран орган на Бразилското министерство на земеделието, който отговаря за взаимодействието на бразилския агробизнес с международните пазари. Секретариатът е отговорен за подготовката и провеждането на преговори за сключване на санитарни и фитосанитарни споразумения с други държави, както и за анализа на дебатите по установяване на фитосанитарни изисквания, засягащи интересите на бразилския агробизнес. Служителите на секретариата осигуряват представителство на страната пред различните двустранни и многостранни международни форуми като Световната търговска организация, Световната организация за здравеопазване на животните и др. Освен това представители на секретариата имат право да участват във вземането на решения от Съвета за международна търговия и пряко да участват в преговорите, водени в МЕРКОСУЛ.